# 数据记录器

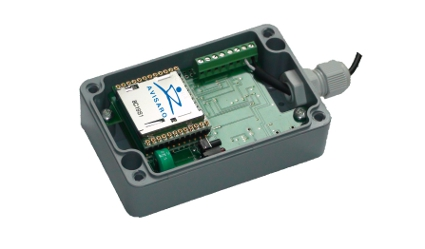
数据记录器Cube，存储技术和传感器数据

数据记录器（英語：data logger、datalogger或data recorder）是一种电子设备，它可以使用内置的仪器或通过外置的仪器或传感器记录随时间变化的数据或相对位置。目前已有越来越多（但非全部）的传感器基于数字处理器或者计算机。这些记录器通常有小型、电池供电、便携式等特征，并配备有微处理器、传感器以及用于数据存储的内部存储器。部分数据记录器具有连接个人计算机的接口，使用特定软件可以激活记录器和查看与分析收集到的数据，还有一些记录器具有本地接口（如键盘、LCD屏幕），可以作为独立设备使用。
数据记录器有着许多种类型，从通用目的的范围内环境数据测量，到为特定设备、环境或应用准备的专用仪器。为通用目的准备的设备通常可编程，但为许多特定设备制造的仪器则仅有少量或者完全没有可变更参数。电子数据记录器已在许多方面替代了图表记录器。
使用数据记录器的主要好处之一是24小时无人值守的收集数据。在激活状态下，数据记录器通常被部署并无人值守，测量和记录信息监视周期内的持续信息。这使得可以对被监测的环境条件（例如空气湿度和相对湿度）绘制全面、完整的图像。
数据记录器的成本已随着技术的改进和成本降低在逐年下降。简单的单通道数据记录器成本仅需25美元。更复杂的记录器可能需数百或数千美元的成本。

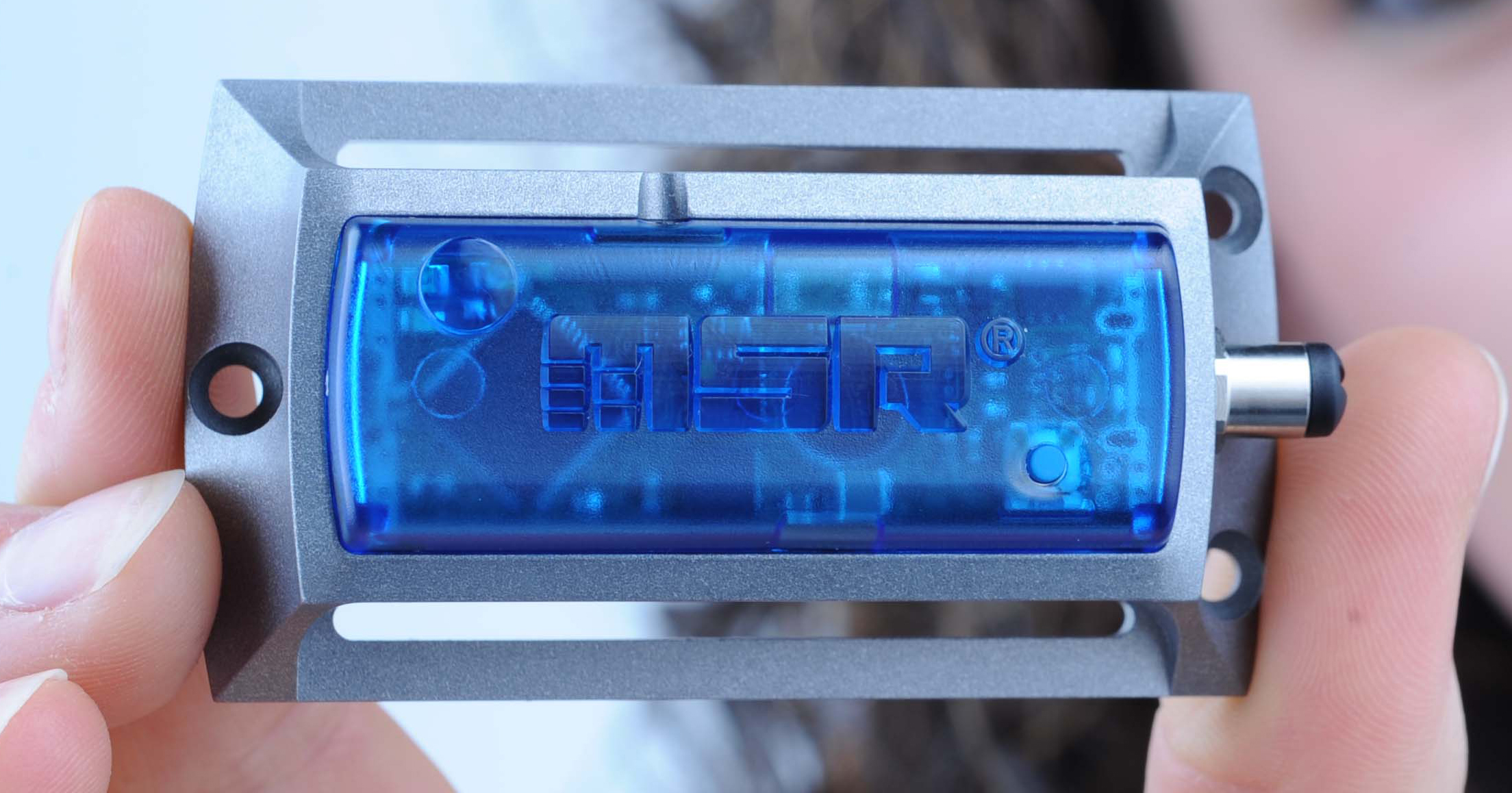
集成传感器的小型数据记录器，可测量温度、压力、湿度、光线以及3轴加速度

## 数据格式
协议及数据格式的标准化已成为该行业的一个问题，不过现今的发展趋势是逐渐将XML、JSON和YAML用于数据交换。语义网和物联网的开发很可能加速这种趋势。

## 仪器的协议
已有几种协议被标准化，例如智能协议SDI-12，这使得一些仪器可以与各种数据记录器连接。该标准的使用在环境行业以外并未获得很多认可。SDI-12也支持多个点状设备。一些数据记录公司也正在支持MODBUS标准。这已经在传统上用于工业控制区域，并且有许多支持该通信标准的工业仪器。另一种现今开始变得更广泛的多点协议是基于Canbus（ISO 11898）。一些数据记录器使用灵活的脚本环境来适应各种非标准协议。

## 数据采集与数据记录
术语“数据记录”与“数据采集”经常被交替使用。但在历史背景下，它们有相当的不同。数据记录器是一个数据采集系统，但数据采集系统不一定是一个数据记录器。
- 数据记录器的采样率通常比较慢。最大1Hz的采样率对于数据记录器来说已经相当快，但对于一个典型的数据采集系统来说非常慢。
- 数据记录器一般是一个独立设备，而典型的数据采集系统必须保持与计算机的连接以收集数据。独立的数据记录器意味着它需要将所获取的数据存储在板载存储器上，因此有时内存需求会相当大，以满足数天甚至数月的无人值守并记录。这种内存可能是用电池维持的静态随机存取存储器、闪存或EEPROM。更早期的数据记录器使用磁带、穿孔纸带，或者更直观可见的记录，例如“条带图表记录器（英语：Chart recorder）”。
- 考虑到不断增长的数据记录器记录时长，许多设备已采用附加時間戳的记录方式以记录数据发生的日期和时间，使每个数据记录与获取时间相关联，以便生成事件序列。因为数据记录器通常采用内置的實時時鐘，所以在对比多个数据记录器的数据时，时间飘移所产生的误差也是一个重要因素。
- 数据记录器的范围有简单的单通道输入，也有复杂的多通道仪器。通常来说，设备越简单，编程灵活性越低。部分复杂的仪器允许基于条件的跨信道计算和告警。一些最新款的数据记录器还提供有网页接口，允许用户进行远程监控。
- 许多数据记录器应用环境的无人照管和远程性质意味着需要从一个直流電（DC）电源供电，包括使用电池。太阳能也可用于补充这些电源。这种约束通常使他们在销售时要确保设备要有比计算机的多的效能控制。在许多情况下，设备需要在恶劣的环境条件下运行，计算机则很可能不能在那里可靠地工作。

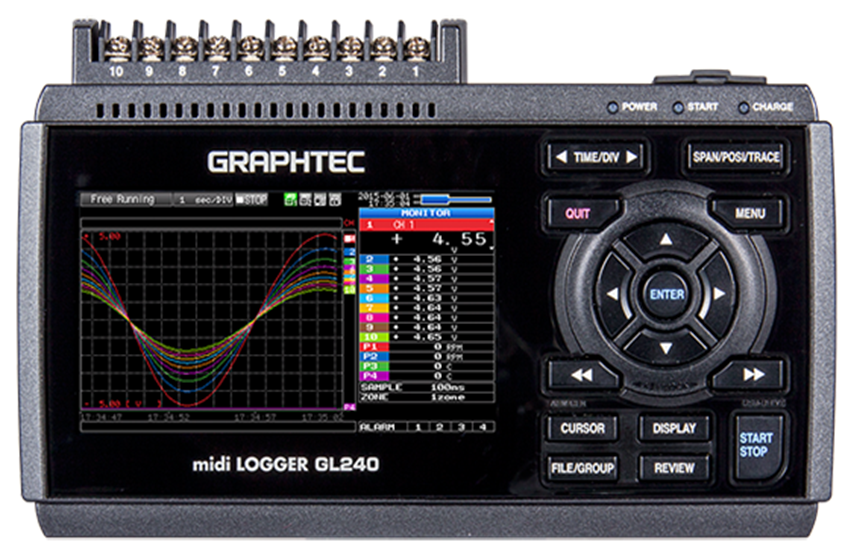
便携式数据记录器可以达到最多20个通道，最大10ms（100Hz）采样率。

- 便携式数据记录器可以达到最多20个通道，最大10ms（100Hz）采样率。这种无人值守的性质还要求数据记录器必须极其可靠，因为它们可能在很少或没有人监测的情况下长时间、不间断的运行，并且可能被安装在严酷或偏远的位置。在保证供电的情况下，设备不应因任何原因导致数据记录失败。制造商会花费大量的时间来确保应用环境可以信赖这些设备。因此，此类设备记录器几乎免疫通用计算机中常见的许多问题，例如程序崩溃或者系统不稳定。

## 应用
数据记录器的应用包括：

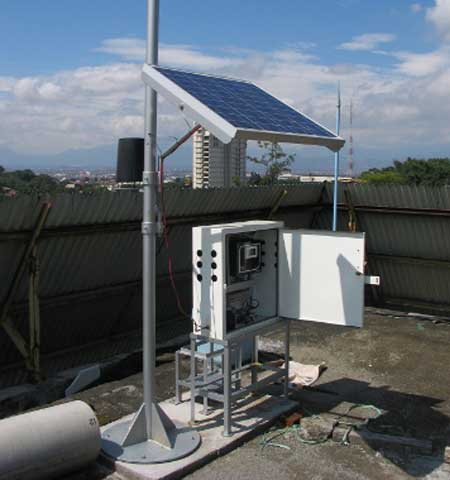
应用在P2I LIPI气象站的数据记录器

- 无人值守的气象站记录（例如風速/风向、温度、相對濕度、太阳辐射）。
- 无人值守的水文记录（如水位、水深、水流量，水pH、水电导率）。
- 无人看管的土壤水分含量记录。
- 无人值守的气压记录。
- 用于记录各种环境条件的海上浮标。
- 道路交通计数。
- 测量易腐食品在货运过程中的温度、湿度等：Cold chain（英语：Cold chain）。[1]
- 测量光线的强度变化。
- 维护和故障排除应用中的程序控制。
- 核验保修条件的程序控制。
- 弹射式野生动物研究档案标签（英语：Pop-up satellite archival tag）
- 测量振动和应对配发包裹环境中的冲击（抛物）。[2]
- 罐液位监测。
- 任何物体的变形监测、自动变形监测系统。
- 环境监测。
- 车辆测试（包括碰撞测试）。
- 赛车
- 铁路信号中继状态监测。
- 为科教目的进行的测量、调查和改变。
- 兽医学的生命体征监测中定期记录趋势数据。
- 负载分析（英语：Load profile）记录，用于能耗管理。
- 加热和空调效率研究的温度、湿度和功率。
- 地下水研究的水位监测。
- 数字电子总线嗅探器，用于调试和验证。

### 例子
- 黑箱（受影响而响应的）记录器：

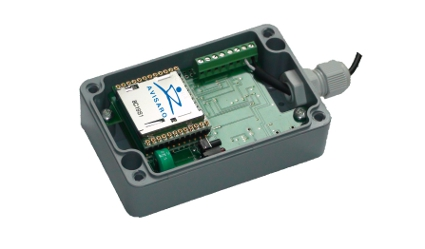
数据记录器Cube，存储技术和传感器数据

  - 飛行紀錄儀（FDR），一种用于收集特定的飞机性能数据的记录设备。“数据记录器”一词也经常作为这种设备的简称来使用，尽管有时人们是指驾驶舱语音记录器（CVR），那是飞机上的另一种数据记录设备。
  - 事件数据记录器（EDR），由制造商在部分汽车上安装的一种设备，其在碰撞之前和之后的时间帧内收集和存储各项数据。
  - 船載航程資料記錄儀（VDR），一种收集船舶上各种传感器的数据记录系统。
  - 列车事件记录器（英语：Train event recorder），一种记录列车控制操作及这些控制操作及其他列车控制系统的响应性能的有关数据的设备。
  - 在现代的汽车中，所有诊断故障码（DTC）都在发动机控制单元（ECU）中记录，以方便服务工程师在进行车辆维修时使用Tech-2（英语：Tech-2）或类似工具通过连接到車上診斷系統端口来了解车辆发生的问题。有时还会将一个较小的OBD数据记录器插入到同一端口，以连续记录车辆数据。
  - 在嵌入式系统及数字电子产品设计时，专用的高速数字数据记录器帮助克服了许多传统仪器（诸如示波器和逻辑分析仪）的局限性。数据记录器的主要优点是它能够记录很长的痕迹，这在尝试纠正转瞬即逝的功能错误时非常有用。
  - 在赛车行业中，数据记录器用于记录制动点，重叠/扇区定时和轨道图等数据，以及任何车载车辆传感器。
- 健康数据记录器：
  - 食品的生长、制备、储存和运输过程。此类数据记录器通常进行数据存储，并且尺寸很小。
  - 动态心电图是一种连续监测心血管系统的各种电活动至少24小时的便携式装置。
  - 電子健康紀錄记录器。
- 其他通用数据采集（英语：Data acquisition）记录器：
  - 科学实验的测试数据采集工具。
  - 超宽带数据记录器，高达每秒2千兆采样的超高速数据记录。
  - 基于树莓派（Raspberry Pi）计算机的开源数据记录器[3]

## 未来方向
数据记录器行业正在以比以往都快的速度变化。独立数据记录器的原始模型正在变得不只是收集数据，它也可以访问无线通信进行事件告警、自动上报数据，以及进行遥控。数据记录器还开始提供网页接口、自动通过电子邮件发送告警，以及将每日结果通过FTP等方式直接传输到数据库或用户。最近的一种趋势是，采用商业软件的专用产品正转向开源的软件和硬件设备。Raspberry Pi单板机是其中一个很受欢迎的实时Linux平台，还有许多抢占式内核的Linux操作系统。
- 数字接口（例如I2C、SPI和UART）使数字传感器与计算机可以直接连接。
- 无限制的配置数量，通过互联网实时显示例如进度、图表等数据。

已有越来越多的社区开发（开放源代码）项目着力于数据采集与数据记录领域。